# Filipinomysz dżunglowa
Filipinomysz dżunglowa (Apomys gracilirostris) – gatunek ssaka z podrodziny myszy (Murinae) w obrębie rodziny myszowatych (Muridae), występujący endemicznie na Filipinach.

## Taksonomia
Gatunek po raz pierwszy zgodnie z zasadami nazewnictwa binominalnego opisał w 1995 hiszpańsko-amerykański zoolog Luis Ruedas nadając mu nazwę Apomys gracilirostris. Holotyp pochodził z podejścia północną granią na górę Halcon (około 13°16′48″N 120°59′19″E/13,280000 120,988611), na wysokości około 1580 m, w gminie San Teodoro, w prowincji Occidental Mindoro, na wyspie Mindoro, w Filipinach.
Chociaż Apomys gracilirostris obecnie umieszczany jest w podrodzaju Megapomys, jest morfologicznie rozbieżny i wydaje się być najwcześniejszym przedstawicielem tej linii. Autorzy Illustrated Checklist of the Mammals of the World uznają ten takson za gatunek monotypowy.

### Etymologia
- Apomys: Apo, Mindanao, Filipiny; gr. μυς mus, μυος muos „mysz”[7].
- gracilirostris: łac. gracilis „smukły”; -rostris „-pyski”, od rostrum „pysk”[8].

## Zasięg występowania
Obecne występowanie filipinomyszy dżunglowej ograniczone jest do miejsca typowego na górze Halcon na wysokościach między 1250 a 1950 m n.p.m.; prawdopodobnie może być szeroko rozpowszechniona w górach Mindoro, na obszarze, który pozostaje słabo zbadany pod kątem występowania małych ssaków.

## Morfologia
Długość ciała (bez ogona) 137–147 mm, długość ogona 135–185 mm, długość ucha 14–22 mm, długość tylnej stopy 33–45 mm; masa ciała 71–140 g. Gryzoń ma duże rozmiary ciała, długi pysk w stosunku do reszty czaszki i prymitywny układ tętnic doprowadzających krew do głowy.

## Ekologia
Żyje w pierwotnych lasach górskich, w tym w zaroślach bambusowych, rosnących w miejscu osunięć gruntu lub na wypalonych obszarach. Przypuszcza się, że może tolerować pewien stopień ludzkiej ingerencji w ekosystem leśny.

## Populacja
Brakuje danych, aby przydzielić temu gryzoniowi kategorię zagrożenia. Wyspa Mindoro została w znacznym stopniu wylesiona i jest zagrożona dalszym wylesianiem. Środowisko może ulegać zniszczeniu także wskutek wypasu bydła w górach oraz pożarów lasu.